# Kstovo
Kstovo (rusky Ксто́во) je město, které se nachází ve střední evropské části Ruska v Nižněnovgorodské oblasti, asi 30 km od Nižního Novgorodu, pátého největšího města Ruské federace. Kstovo leží uprostřed lužních lesů, po jedné straně jej lemuje řeka Volha, po druhé řeka Kuďma.
Město Kstovo s asi 70 tisíci obyvateli bylo postaveno z větší části po 2. světové válce a na jeho výstavbě se velkou měrou podíleli váleční zajatci, zejména Němci. 
Kstovo je celosvětové známé školou bojového umění sambo. Kstovo je dostupné železniční, autobusovou i lodní dopravou po Volze. Obyvatelstvo bydlí většinou v panelových sídlištích, je zde však možno vidět i mnoho původních ruských vyřezávaných dřevěnic. Počasí se tu dělí pouze na léto a zimu, téměř ze dne na den roztají ledy a sníh a začne horké léto. Zimy se vyznačují mrazy kolem – 30 °C a množstvím sněhu. V okolí města je možné vidět mnoho dnes již opravených klášterů a kostelů.

## Ekonomika
Město je významným průmyslovým střediskem, zejména petrochemické závody zde mají již mnoho let zelenou a v 80. letech se zde stavělo mnoho nových závodů. Na výstavbě závodu EP 300 se významně podílel český závod ČKD Praha a také Brněnské strojírny[zdroj⁠?!]. Přibližně 20 českých rodin zde žilo po dobu 2–3 let, než byl závod předán[zdroj⁠?!]. Vzhledem k tomu, že tato oblast patřila až do devadesátých let mezi uzavřená města[zdroj⁠?!], zde nebyl příliš velký turistický ruch. V okolí Kstova i Nižního Novgorodu bylo příliš mnoho závodů na výrobu vojenských zařízení a protékající řeka Volha je strategickou řekou celého Ruska.
V reakci na ruskou invazi na Ukrajinu byla v březnu 2024 zdejší ropná rafinerie zasažena ukrajinskými bezpilotními letadly, což v závodě způsobilo rozsáhlý požár. Společnost Lukoil musela přerušit provoz části závodu, který je čtvrtý největší v Rusku s kapacitou 340 tisíc barelů denně.